# Atomic Blonde: Agenta sub acoperire
Atomic Blonde: Agenta sub acoperire (titlu original: Atomic Blonde) este un film american din 2017 regizat de David Leitch. Este creat în genurile dramatic, thriller, acțiune, film cu spioni. Rolurile principale au fost interpretate de actorii Charlize Theron, James McAvoy, Eddie Marsan, și John Goodman. Scenariul este scris de Kurt Johnstad pe baza romanului grafic The Coldest City de  Antony Johnston.

## Prezentare
Lorraine Broughton este un spion MI6 care trebuie să găsească o listă de dublu agenți care sunt traficați în Vest în ajunul Căderii Zidului Berlinului în 1989.

## Distribuție
- Charlize Theron - Lorraine Broughton, o agentă top-level MI6 .
- James McAvoy - David Percival, un șef excentric al MI6 din Berlin, care este însărcinat s-o ajute pe Lorraine în misiunea ei.
- John Goodman - Emmett Kurzfeld, un   agent senior CIA care lucrează cu  MI6.
- Til Schweiger - Watchmaker, un aliat misterios al lui MI6, care realizează ceasuri speciale care ascund codurile în interior.
- Eddie Marsan - Spyglass, dezertor Stasi care dă lista lui Gascoigne.
- Sofia Boutella - Delphine Lasalle, o agentă franceză sub acoperire, care devine iubita Lorenei.
- Toby Jones - Eric Gray, șeful agentei Lorraine de la MI6.
- Roland Møller[7] - Aleksander Bremovych, un ofițer rus de rang înalt în Berlin.
- Jóhannes Jóhannesson - Yuri Bakhtin, un agent escroc de la KGB care îl omoară pe Gascoigne și fură lista.
- Daniel Bernhardt - soldat KGB.
- James Faulkner - C, șeful MI6.
- Bill Skarsgård - Merkel, contactul est-german al lui Lorraine, care supraveghează o rețea de spioni.
- Sam Hargrave - James Gascoigne, un agent decedat MI6, un apropiat al agentei Lorraine.
- Barbara Sukowa - legistul care se ocupă de eliberarea corpului lui Gascoigne pentru Lorraine.

## Producție
O ecranizare a romanului grafic The Coldest City a fost anunțată în mai 2015.
Filmările au început la 22 noiembrie 2015 în Budapesta, iar mai târziu la Berlin. Cheltuielile de producție s-au ridicat la 30 milioane $.

## Lansare și primire
A avut încasări de 96,7 milioane $.

## Coloană sonoră
| Lista melodiilor |                                 |                               |         |  |
| Nr.              | Titlu                           | Artist(i)                     | Lungime |  |
| 1.               | „Cat People (Putting Out Fire)” | David Bowie                   | 6:43    |  |
| 2.               | „Major Tom (Völlig Losgelöst)”  | Peter Schilling               | 4:58    |  |
| 3.               | „Blue Monday”                   | Health                        | 4:46    |  |
| 4.               | „C*cks*cker”                    | Tyler Bates                   | 1:47    |  |
| 5.               | „99 Luftballons”                | Nena                          | 3:51    |  |
| 6.               | „Father Figure”                 | George Michael                | 5:37    |  |
| 7.               | „Der Kommissar”                 | After the Fire                | 5:40    |  |
| 8.               | „Cities in Dust”                | Siouxsie and the Banshees     | 4:03    |  |
| 9.               | „The Politics of Dancing”       | Re-Flex                       | 3:56    |  |
| 10.              | „Stigmata”                      | Marilyn Manson și Tyler Bates | 5:36    |  |
| 11.              | „Demonstration”                 | Tyler Bates                   | 3:44    |  |
| 12.              | „I Ran (So Far Away)”           | A Flock of Seagulls           | 5:05    |  |
| 13.              | „99 Luftballons”                | Kaleida                       | 3:52    |  |
| 14.              | „Voices Carry”                  | 'Til Tuesday                  | 4:18    |  |
| 15.              | „London Calling”                | The Clash                     | 3:19    |  |
| 16.              | „Finding the UHF Device”        | Tyler Bates                   | 2:48    |  |

Alte melodii prezentate în film, dar care nu sunt incluse în coloana sonoră:
- New Order – "Blue Monday '88"
- Public Enemy – "Fight the Power"
- Depeche Mode – "Behind the Wheel"
- Ausschlag – "Kack Zukunft"
- Michael Pernell – "As Time Goes By"
- Vladimir Vysotsky – "Fastidious Horses"
- Queen și David Bowie – "Under Pressure"